# キラー・アンツ 巨大殺人蟻の襲撃
『キラー・アンツ 巨大殺人蟻の襲撃』（原題：Glass Trap）は、2005年に公開されたアメリカのSFモンスター映画。
C・トーマス・ハウエルとステラ・スティーヴンスが出演し、フレッド・オーレン・レイ（クレジット名はエド・レイモンド）が監督した。

## あらすじ
放射能を帯びた巨大なアリの群れが誤って超高層ビルに持ち込まれてしまう。閉じ込められてしまった人々は団結してビルから脱出しようとする。

## キャスト
- カーティス - C・トーマス・ハウエル
- シャロン - シリ・バルク
- ジョアン・ハイスミス - ステラ・スティーヴンス
- デニス - ブレント・ハフ（英語版）
- エド保安官 - アンドリュー・プライン（英語版）
- パオロ - チック・ベネラ（英語版）
- コリガン - マーティン・コーヴ
- エリザベス - トレイシー・ブルックス・スウォウプ
- ハワード・ブルーネル - ピーター・スペロス（英語版）
- カーリー - ホイットニー・スローン（英語版）
- ジャック・ワーナー - ジョン・クレメント
- ヘンリー・"ハンク"・コンロン - ロン・ハーパー（英語版）

## 公開
本作は、2005年8月2日にファーストルック・ピクチャーズからDVDでリリースされた。

## 評価
eFilmCriticのDavid Corneliusは、星5つ中2つをこの映画に与え、「多くのビデオスルー作品と同様に、『キラー・アンツ 巨大殺人蟻の襲撃』は、この種の作品をレンタルする人を騙すことになるだろう。その愚かさは無害であり、"我々が作ったこの偽物のアリを見てください"という提示は痛くもない。しかし、あまり面白いものでもない」と書き込んでいる。Video GraveyardのChris Hartleyは、この映画に4つ星のうち1.5を与え、この映画の会話、弱い特殊効果、そしてお粗末なお笑いシーンを批判している。

## 参照
- 殺人昆虫映画の一覧（英語版）